# Andiva ivantsovi
Andiva ivantsovi — вид едіакарських тварин, що існував 555 млн років тому. Скам'янілі відбитки тварини знайдені у 1977 році на узбережжі Білого моря на півночі Росії. Описані у 2002 році російським палеонтологом Михайлом Федонкіном. Рештки виду знайдені також у Південній Австралії.

## Опис

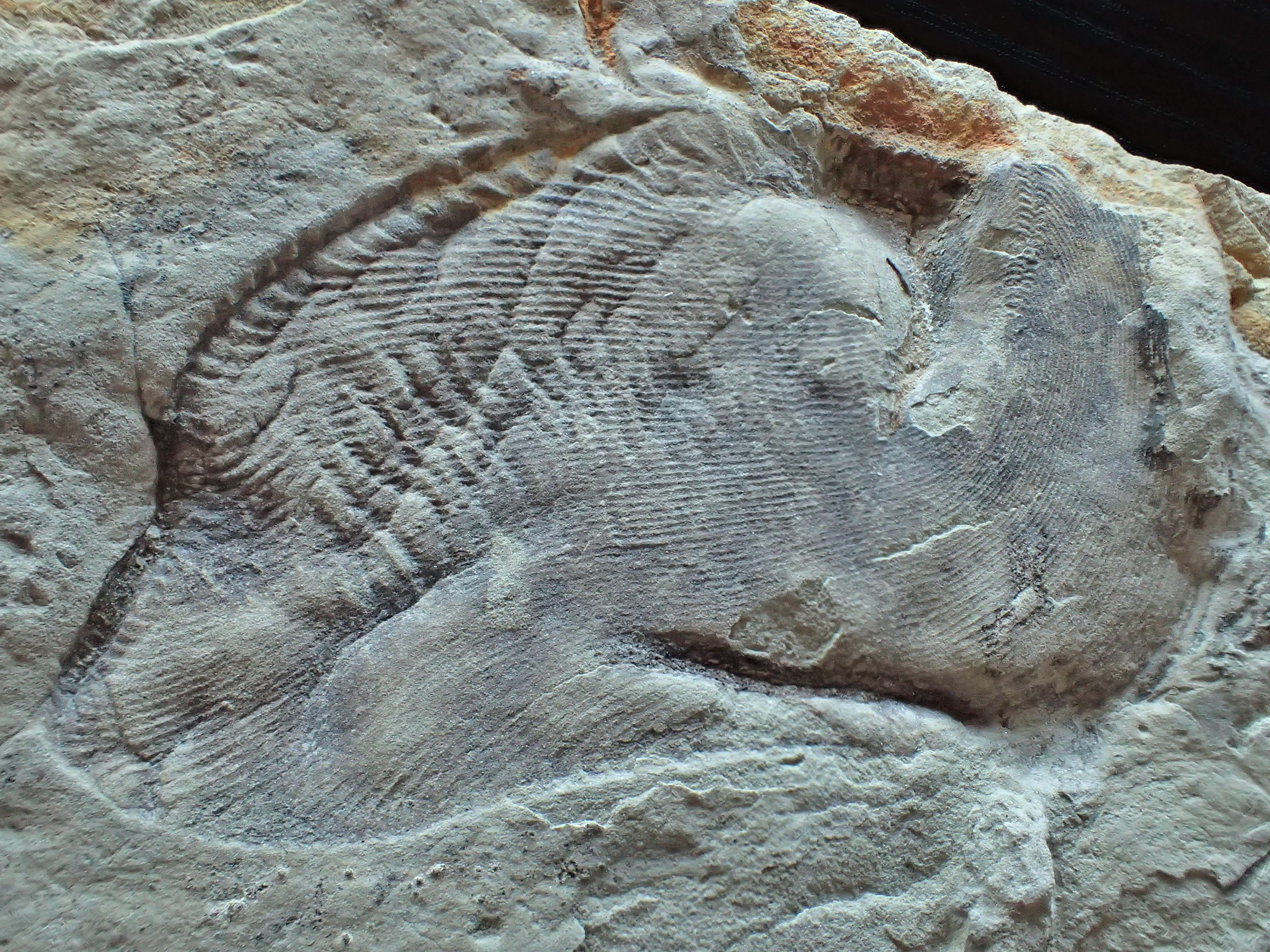
Відбиток Andiva

Дрібні двобічно-симетричні тварини. Тіло завдовжки 6-10 см, завширшки 4-5,5 см. У передньому кінці тіло ширше та звужується у задньому кінці. Передня частина тіла гладка. Спинна частина була вкрита реброподібними рубцями, що розташовувалися у шахматному порядку один відносно одного (особливість, що характерна для всіх проартикулят).